# 渡边利雄
渡边利雄（日语：／ Watanabe Toshio */?，1935年10月1日—2020年1月10日），日本美国文学研究家，英语教育家。东京大学名誉教授。

## 生平
1935年生于日治台湾新竹市。1954年毕业于新潟县两津高中。1958年毕业于东京大学英文专业。1961年修完东京大学研究生院硕士课程。1962年至1964年在加利福尼亞大學柏克萊分校等地留学。回国后历任中央大学讲师、東京工業大学助教授。1972年成为东京大学文学部英文学科助教授。1987年晋升教授。1996年退休，继续担任日本女子大学文学部教授。致力于美国文学的教学与研究。主要译著《富兰克林自传》，论著《富蘭克林与美国文学》和《美国文学史讲义》。
2020年1月10日因急性骨髓性白血病去世。